# Gadzhykakhramanly
Gadzhykakhramanly är en ort i Azerbajdzjan.   Den ligger i distriktet Şirvan, i den sydöstra delen av landet, 100 km sydväst om huvudstaden Baku. Antalet invånare är 2 600.
Terrängen runt Gadzhykakhramanly är platt. Runt Gadzhykakhramanly är det tätbefolkat, med 331 invånare per kvadratkilometer.. Närmaste större samhälle är Şirvan, 6,5 km norr om Gadzhykakhramanly.
Omgivningarna runt Gadzhykakhramanly är i huvudsak ett öppet busklandskap.